# Pływanie na Mistrzostwach Świata w Pływaniu 2019 – 4 × 200 m stylem dowolnym kobiet
Sztafeta 4 × 200 m stylem dowolnym kobiet – jedna z konkurencji, która odbyła się podczas Mistrzostw Świata w Pływaniu 2019. Eliminacje i finał miały miejsce 25 lipca.
Mistrzyniami świata zostały reprezentantki Australii. Sztafeta w składzie: Ariarne Titmus, Madison Wilson, Brianna Throssell i Emma McKeon czasem 7:41,50 pobiła rekord świata. Na pierwszej zmianie sztafety Titmus uzyskała czas 1:54,27 i poprawiła własny rekord Australii i Oceanii. Srebrny medal zdobyły Amerykanki, które także popłynęły lepiej od poprzedniego rekordu globu, tym samym ustanowiły nowy rekord obu Ameryk (7:41,87). Brązowy medal wywalczyły Kanadyjki, poprawiając rekord swojego kraju (7:44,35).

## Rekordy
Przed zawodami rekordy świata i mistrzostw wyglądały następująco:
| Rekord                              | Reprezentacja     | Czas    | Miejsce      | Data             |       |
| ----------------------------------- | ----------------- | ------- | ------------ | ---------------- | ----- |
| Rekord świata                       | Chiny             | 7:42,08 | Rzym         | 30 lipca 2009    |       |
| Rekord mistrzostw świata            | Chiny             | 7:42,08 | Rzym         | 30 lipca 2009    |       |
| Rekord świata juniorek              | Kanada            | 7:51,47 | Indianapolis | 23 sierpnia 2017 |       |
| Najlepszy wynik w stroju tekstylnym | Stany Zjednoczone | 7:42,92 | Londyn       | 1 sierpnia 2012  | [ 2 ] |

W trakcie zawodów ustanowiono następujące rekordy:
| Data     | Etap konkurencji | Reprezentacja | Czas    | Rekord |
| -------- | ---------------- | --- | ------- | ------ |
| 25 lipca | finał            | Australia · Ariarne Titmus (1:54,27) · Madison Wilson (1:56,73) · Brianna Throssell (1:55,60) · Emma McKeon (1:54,90) | 7:41,50 | ,      |

## Wyniki

### Eliminacje
Eliminacje rozpoczęły się 25 lipca o 11:21 czasu lokalnego.
| Miejsce | Wyścig | Tor | Państwo           | Zawodniczki | Czas    | Uwagi |
| ------- | ------ | --- | ----------------- | --- | ------- | ----- |
| 1.      | 2      | 4   | Australia         | Leah Neale (1:58,30) Madison Wilson (1:56,46) Brianna Throssell (1:56,70) Kiah Melverton (1:59,18)                       | 7:50,64 | Q     |
| 2.      | 1      | 4   | Stany Zjednoczone | Alisson Schmitt (1:59,37) Gabby DeLoof (1:58,35) Melanie Margalis (1:56,37) Leah Smith (1:57,49)                         | 7:51,58 | Q     |
| 3.      | 1      | 3   | Rosja             | Anastasija Gużenkowa (1:59,04) Walerija Sałamatina (1:57,54) Darja Mułłakajewa (1:58,74) Wieronika Andrusienko (1:57,34) | 7:52,66 | Q     |
| 4.      | 1      | 5   | Chiny             | Ai Yanhan (1:58,83) Dong Jie (1:59,72) Zhang Yuhan (1:57,16) Li Bingjie (1:58,39)                                        | 7:54,10 | Q     |
| 5.      | 2      | 6   | Niemcy            | Reva Foos (1:58,81) Isabel Gose (1:57,51) Marie Pietruschka (1:59,23) Annika Bruhn (1:58,75)                             | 7:54,30 | Q     |
| 6.      | 2      | 5   | Kanada            | Kayla Sanchez (1:58,88) Emily Overholt (1:57,11) Rebecca Smith (1:58,74) Emma O'Croinin (2:00,37)                        | 7:55,10 | Q     |
| 7.      | 1      | 6   | Węgry             | Ajna Késely (1:58,82) Evelyn Verrasztó (2:00,37) Zsuzsanna Jakabos (1:59,60) Katinka Hosszú (1:56,61)                    | 7:55,40 | Q     |
| 8.      | 2      | 3   | Japonia           | Rio Shirai (1:59,68) Chihiro Igarashi (1:59,17) Tomomi Aoki (1:58,17) Nagisa Ikemoto (1:58,98)                           | 7:56,00 | Q     |
| 9.      | 2      | 2   | Polska            | Aleksandra Polańska (1:59,80) Dominika Kossakowska (2:00,76) Marta Klimek (2:00,13) Aleksandra Knop (2:01,01)            | 8:01,70 |       |
| 10.     | 2      | 1   | Nowa Zelandia     | Erika Fairweather (1:58,84) Carina Doyle (2:00,92) Chelsey Edwards (2:01,88) Eve Thomas (2:01,64)                        | 8:03,28 |       |
| 11.     | 1      | 2   | Hongkong          | Camille Cheng (2:02,32) Siobhan Haughey (1:56,84) Ho Nam Wai (2:03,19) Stephanie Au (2:02,63)                            | 8:04,98 |       |
| 12.     | 2      | 7   | Korea Południowa  | Choi Jung-min (2:02,21) Jung Hyunyoung (2:02,10) Park Na-ri (2:01,89) Jo Hyunju (2:02,18)                                | 8:08,38 |       |
| 13.     | 1      | 7   | Singapur          | Quah Ting Wen (2:00,28) Gan Ching Hwee (2:02,80) Christie Chue (2:04,08) Quah Jing Wen (2:01,28)                         | 8:08,44 | NR    |
| 14.     | 1      | 1   | Portugalia        | Diana Durães (2:04,31) Tamila Holub (2:03,95) Ana Monteiro (2:10,93) Victoria Kaminskaya (2:10,80)                       | 8:29,99 |       |

### Finał
Finał rozpoczął się 25 lipca o 21:47 czasu lokalnego.
| Miejsce | Tor | Państwo           | Zawodniczki | Czas    | Uwagi |
| ------- | --- | ----------------- | --- | ------- | ----- |
| 1. !    | 4   | Australia         | Ariarne Titmus (1:54,27) · Madison Wilson (1:56,73) · Brianna Throssell (1:55,60) · Emma McKeon (1:54,90)            | 7:41,50 | WR    |
| 2. !    | 5   | Stany Zjednoczone | Simone Manuel (1:56,09) Katie Ledecky (1:54,61) Melanie Margalis (1:55,81) Katie McLaughlin (1:55,36)                | 7:41,87 | AM    |
| 3. !    | 7   | Kanada            | Kayla Sanchez (1:57,32) Taylor Ruck (1:56,41) Emily Overholt (1:56,26) Penny Oleksiak (1:54,36)                      | 7:44,35 | NR    |
| 4.      | 6   | Chiny             | Yang Junxuan (1:56,41) Wang Jianjiahe (1:56,52) Li Bingjie (1:56,29) Zhang Yuhan (1:57,00)                           | 7:46,22 |       |
| 5.      | 3   | Rosja             | Anna Jegorowa (1:58,19) Anastasija Gużenkowa (1:56,43) Walerija Sałamatina (1:56,93) Wieronika Andrusienko (1:56,70) | 7:48,25 |       |
| 6.      | 1   | Węgry             | Ajna Késely (1:59,60) Evelyn Verrasztó (1:59,74) Zsuzsanna Jakabos (1:57,63) Katinka Hosszú (1:57,60)                | 7:54,57 |       |
| 7.      | 2   | Niemcy            | Reva Foos (1:59,81) Isabel Gose (1:57,99) Marie Pietruschka (1:59,04) Annika Bruhn (1:58,79)                         | 7:55,63 |       |
| 8.      | 8   | Japonia           | Rio Shirai (1:59,88) Chihiro Igarashi (1:58,81) Tomomi Aoki (1:58,32) Nagisa Ikemoto (1:59,30)                       | 7:56,31 |       |